# Friedrich Giesler
Friedrich Theodor Giesler (* 1793; † 1870) war ein Kaufmann in Brühl.

## Leben
1827 gründete Giesler gemeinsam mit Gottlieb Mumm, dem Sohn von Peter Arnold Mumm, in Reims das Champagnerhaus P. A. Mumm & Co. und ein Jahr nach seinem Ausstieg 1838 das eigene Unternehmen Giesler & Co. in Avize. Nach dem Umzug nach Brühl begann er mehrere Braunkohlegruben rund um die Stadt zu erschließen und erwarb dort bereits 1832 das Schloss Falkenlust sowie 1844 von den Erben des Kölner Kaufmanns Everhard Henner das Kloster Benden im Brühler Stadtteil Heide.
Im Laufe der Zeit entwickelte sich Giesler zum größten Grundbesitzer in Brühl und überschrieb in den 1840er Jahren der Bonn-Cölner Eisenbahn-Gesellschaft für den Bau der Eisenbahnlinie zwischen Köln und Bonn zahlreiche Parzellen. Als Preis für sein Land ließ er sich Prioritätsobligationen der Bahn geben, die mit 4 % verzinst wurden und im Kurs stiegen. Von diesen Prioritätsobligationen vermachte er der Stadt Brühl einen Anteil im Wert von 10.000 Talern für die Armenstiftung. 1850 war er der reichste Bürger in Brühl.
1874 übernahm Giesler an der Uhlstraße nacheinander alle damals drei in Brühl bestehenden Brauereien und begann mit der Herstellung der eigenen Biermarke Giesler-Kölsch. Während der Familienbesitz 1998 von der damaligen Kölner Dom-Brauerei übernommen und die Betriebsanlagen 2005 komplett abgerissen wurden, blieb das unter Denkmalschutz stehende Sudhaus der Brauerei erhalten. Es bildet heute den zentralen Punkt des 2006 eröffneten Einkaufszentrums Giesler-Galerie.
Giesler war mit Christiana Lambert verheiratet, einer gebürtigen Engländerin aus Banstead. Seine Tochter Elise Christine Giesler heiratete 1858 Wilhelm Graf Mörner, der 1873 im Bornheimer Stadtteil Roisdorf das Haus Tauwetter erbaute, und mit dem sie vier Kinder hatte.